# Yuhuatai
Yuhuatai (雨花台區 / 雨花台区,  Yǔhuātái Qū) ist ein chinesischer Stadtbezirk in der Provinz Jiangsu. Er gehört zum Verwaltungsgebiet von Nanjing. Seine Fläche beträgt 134,6 km² und er zählt 391.293 Einwohner (Stand: Zensus 2010). Regierungssitz ist das Straßenviertel Ningnan (宁南街道).

## Administrative Gliederung
Auf Gemeindeebene setzt sich der Stadtbezirk aus sieben Straßenvierteln zusammen. 